# Korea Północna na Letnich Igrzyskach Olimpijskich 2008
Koreę Północną na Letnich Igrzyskach Olimpijskich 2008 reprezentowało 63 sportowców w 11 dyscyplinach.
Był to 8. start reprezentacji Korei Północnej na letnich igrzyskach olimpijskich. 6 zdobytych medali było najlepszym wynikiem Korei Północnej od 1992 roku.

## Zdobyte medale
| Medal  | Zawodnik     | Dyscyplina sportowa  | Konkurencja       |
| ------ | ------------ | -------------------- | ----------------- |
| Złoto  | Pak Hyon-suk | Podnoszenie ciężarów | do 63 kg kobiet   |
| Złoto  | Hong Un-jong | Gimnastyka           | skoki kobiet      |
| Srebro | An Kum-ae    | Judo                 | do 52 kg kobiet   |
| Brąz   | Pak Chol-min | Judo                 | do 66 kg mężczyzn |
| Brąz   | O Jong-ae    | Podnoszenie ciężarów | do 58 kg kobiet   |
| Brąz   | Won Ok-im    | Judo                 | do 63 kg kobiet   |